# انتخابات مجلس الأمن التابع للأمم المتحدة 1965
أجريت انتخابات مجلس الأمن التابع للأمم المتحدة لعام 1965 في 10 ديسمبر 1965 خلال الدورة العشرين للجمعية العامة للأمم المتحدة، التي عقدت في مقر الأمم المتحدة في مدينة نيويورك. انتخبت الجمعية العامة سبعة أعضاء غير دائمين في مجلس الأمن التابع للأمم المتحدة لمدة عامين تبدأ في 1 يناير 1966.

## القواعد
يتألف مجلس الأمن من 15 مقعدًا، يشغلها خمسة أعضاء دائمين وعشرة أعضاء غير دائمين. وفي كل عام، يتم انتخاب نصف الأعضاء غير الدائمين لمدة عامين.   ولا يجوز للعضو الحالي أن يترشح على الفور لإعادة انتخابه. 
وفقًا للقواعد التي يتم بموجبها تناوب المقاعد العشرة غير الدائمة في مجلس الأمن بين الكتل الإقليمية المختلفة التي تقسم إليها الدول الأعضاء في الأمم المتحدة تقليديًا لأغراض التصويت والتمثيل،  تم تخصيص المقاعد الثلاثة المتاحة على النحو التالي: 
- مقعد للدول الأفريقية والآسيوية
- مقعد لأمريكا اللاتينية ومنطقة البحر الكاريبي
- مقعد لمجموعة أوروبا الغربية ودول أخرى

ولكي يتم انتخابه، يجب أن يحصل المرشح على أغلبية ثلثي الحاضرين والمصوتين. إذا كان التصويت غير حاسم بعد الجولة الأولى، فسيتم إجراء ثلاث جولات من التصويت المقيد، تليها ثلاث جولات من التصويت غير المقيد، وهكذا، حتى يتم الحصول على نتيجة. في التصويت المقيد، لا يجوز التصويت إلا على المرشحين الرسميين، بينما في التصويت غير المقيد، يجوز التصويت على أي عضو في مجموعة إقليمية معينة، باستثناء أعضاء المجلس الحاليين.

## النتيجة
في هذا الوقت، كان عدد الدول الأعضاء في الأمم المتحدة 117 دولة.  ولم تكن هناك ترشيحات قبل الانتخابات. وأدار الانتخابات رئيس الجمعية العامة للأمم المتحدة آنذاك أمينتور فانفاني من إيطاليا والسيد ويزنر من بولندا والسيد مونتيرو من أوروغواي. وتم التصويت على ورقة اقتراع واحدة. توسع مجلس الأمن من ستة إلى عشرة أعضاء غير دائمين في العام 1965. ونتيجة لذلك، سُمح للأردن بالاحتفاظ بعضويته حتى 31 ديسمبر 1966.  
| الدولة                  | الجولة الأولة |
| الأرجنتين               | 113           |
| بلغاريا                 | 108           |
| مالي                    | 105           |
| بطاقات الاقتراع الباطلة | 0             |
| الأغلبية المطلوبة       | 77            |
| أوراق الاقتراع          | 115           |

ولملء المناصب الإضافية التي خلقها توسيع مجلس الأمن، انتخب أربعة أعضاء غير دائمين. وتم تقسيم هذه المقاعد بين ثلاثة أعضاء من الدول الأفريقية والآسيوية وعضو واحد من دول أوروبا الغربية ودول أخرى
| الدولة                  | الجولة الأولى |
| نيجيريا                 | 107           |
| أوغندا                  | 102           |
| نيوزيلندا               | 101           |
| اليابان                 | 98            |
| موريتانيا               | 4             |
| الصومال                 | 3             |
| سيلان                   |               |
| إثيوبيا                 | 1             |
| غينيا                   | 1             |
| ليبيريا                 | 1             |
| مدغشقر                  | 1             |
| باكستان                 | 1             |
| إسبانيا                 | 1             |
| سوريا                   | 1             |
| تايلاند                 | 1             |
| تنزانيا                 | 1             |
| بطاقات الاقتراع الباطلة | 0             |
| الأغلبية المطلوبة       | 77            |
| أوراق الاقتراع          | 115           |

## روابط خارجية
- وثيقة الأمم المتحدة A/59/881 مذكرة شفوية من البعثة الدائمة لكوستاريكا تحتوي على سجل لانتخابات مجلس الأمن حتى عام 2004